# Nhà thổ xà phòng
Nhà thổ xà phòng (tiếng Anh: Soapland, tiếng Nhật: ソープランド) hay còn gọi là Sapu, là một loại hình kinh doanh mại dâm của Nhật Bản. Từ soapland là sự kết hợp giữa soap (xà phòng) và land (đất). Nhà thổ xà phòng có những bồn tắm, đó là nơi mà khách hàng được nhân viên tắm rửa, kì cọ và mát xa.

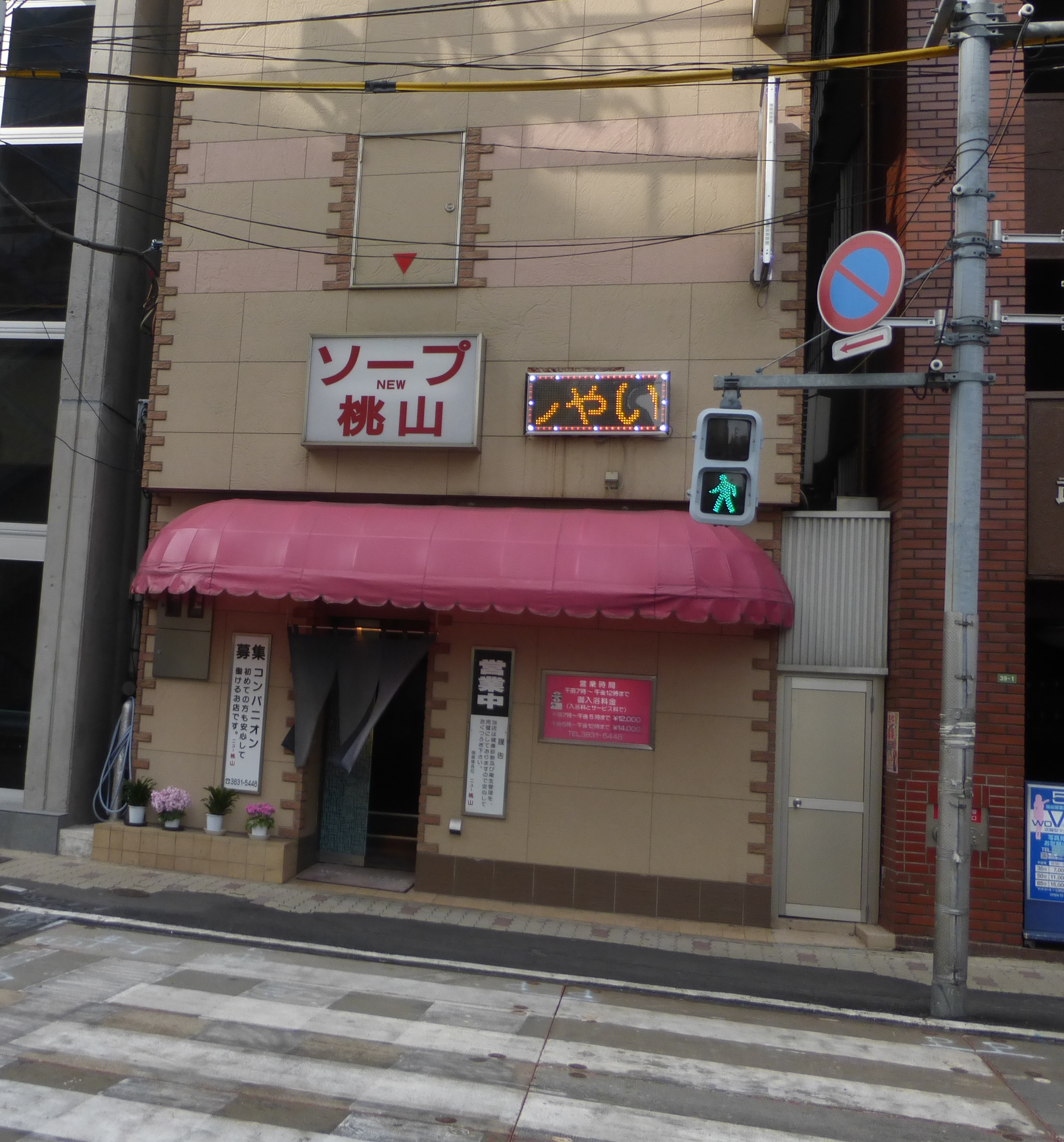
Mặt tiền của một nhà thổ xà phòng 2015

Kể từ năm 1958 khi đạo luật phòng chống mại dâm được ban hành, mại dâm (có giao hợp) bị cấm ở Nhật Bản, nhiều hình thức nhà thổ mới đã xuất hiện, trong đó dịch vụ tắm rửa như nhà thổ xà phòng. Mặc dù phần lớn khách hàng là nam nhưng cũng có một số phụ nữ đến đây để thỏa mãn nhu cầu.
Nhà thổ xà phòng tập trung ở nhiều khu vực khác nhau. Có nhiều khu phức hợp nổi tiếng nằm ở Susukino, ở Sapporo, Yoshiwara và Kabukicho ở Tokyo, Kawasaki, Kanazuen ở Gifu, Ogoto ở Shiga và Fukuhara ở Kobe, Sagaminumata ở Odawara và Nakasu ở Fukuoka, và nhiều khu vực khác. Đặc biệt, nhà thổ xà phòng nổi tiếng nhất là ở Thị trấn Onsen, nơi mà khách hàng được tắm suối nước nóng. Giá dịch vụ cho một lần tắm ở nhà thổ xà phòng khác nhau tùy thuộc vào vị trí, thời gian trong ngày, tổng thời gian tắm và gói dịch vụ mà khách hàng chọn.